# Bahnstrecke Jablonica–Brezová pod Bradlom
| Kursbuchstrecke (ZSSK): | 117                  |                                          |                                          |
| Streckenlänge: | 6,466 km             |                                          |                                          |
| Spurweite: | 1435 mm (Normalspur) |                                          |                                          |
| Streckenklasse: | C4                   |                                          |                                          |
| Streckengeschwindigkeit: | 50 km/h              |                                          |                                          |
| |                      |                                          |                                          |
| \| \| \| von Kúty \| \| \| \| 0,000 \| Jablonica früher Jabláncz \| Jablonica früher Jabláncz \| \| \| \| nach Trnava \| \| \| \| 1,220 \| Jablonica obec \| Jablonica obec \| \| \| 3,636 \| Osuské früher Ósuska mh. \| Osuské früher Ósuska mh. \| \| \| 6,396 \| Hradište pod Vrátnom früher Harádics \| Hradište pod Vrátnom früher Harádics \| \| \| 9,848 \| vlečka Dolný Štverník (Bege spol.s r.o.) \| vlečka Dolný Štverník (Bege spol.s r.o.) \| \| \| 10,100 \| Brezová pod Bradlom zastávka \| Brezová pod Bradlom zastávka \| \| \| 11,669 \| Brezová pod Bradlom früher Berezó \| Brezová pod Bradlom früher Berezó \| \| \| \| \| \| \| Quellen: [1][2] \| \| \| \| |                      |                                          |                                          |
| Strecke |                      | von Kúty                                 | von Kúty                                 |
| Bahnhof | 0,000                | Jablonica früher Jabláncz                | Jablonica früher Jabláncz                |
| Abzweig geradeaus und nach rechts |                      | nach Trnava                              | nach Trnava                              |
| Haltepunkt / Haltestelle | 1,220                | Jablonica obec                           | Jablonica obec                           |
| Haltepunkt / Haltestelle | 3,636                | Osuské früher Ósuska mh.                 | Osuské früher Ósuska mh.                 |
| Haltepunkt / Haltestelle | 6,396                | Hradište pod Vrátnom früher Harádics     | Hradište pod Vrátnom früher Harádics     |
| Abzweig geradeaus und nach links | 9,848                | vlečka Dolný Štverník (Bege spol.s r.o.) | vlečka Dolný Štverník (Bege spol.s r.o.) |
| Haltepunkt / Haltestelle | 10,100               | Brezová pod Bradlom zastávka             | Brezová pod Bradlom zastávka             |
| Kopfbahnhof Streckenende | 11,669               | Brezová pod Bradlom früher Berezó        | Brezová pod Bradlom früher Berezó        |
| |                      |                                          |                                          |
| Quellen: |                      |                                          |                                          |

Die Bahnstrecke Jablonica–Brezová pod Bradlom ist eine regionale Eisenbahnverbindung in der Slowakei. Sie zweigt in Jablonica von der Bahnstrecke Kúty–Trnava ab und führt im Tal des Brezovský potok nach Brezová pod Bradlom.

## Geschichte

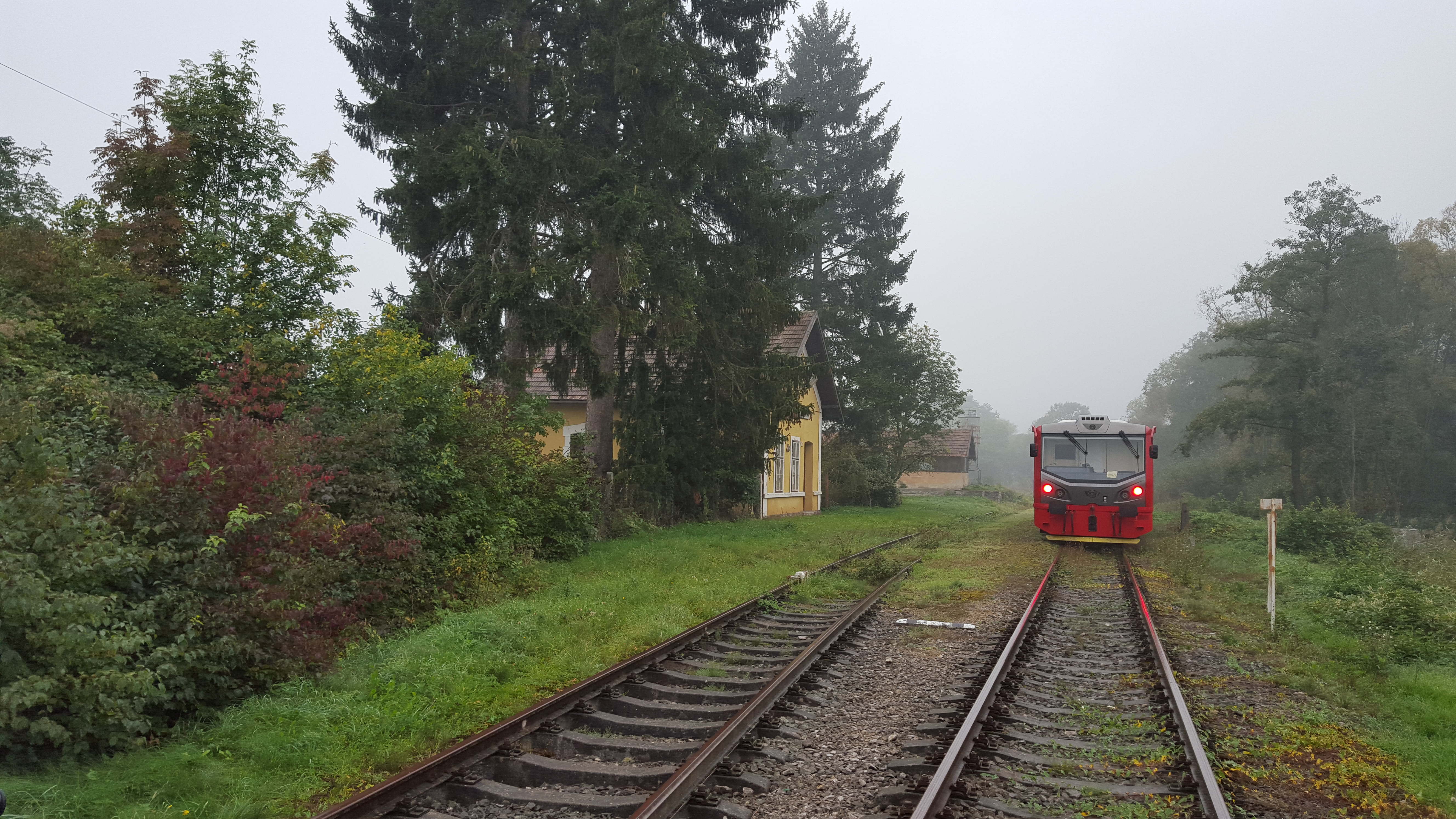
Haltestelle Hradište pod Vrátnom (2015)

Die Strecke wurde am 6. September 1899 durch die Magyar Északnyugati HÉV eröffnet. Die Betriebsführung übernahmen die Königlich Ungarischen Staatsbahnen (MÁV) für Rechnung der Eigentümer. Der Sommerfahrplan von 1912 wies zwei gemischte Zugpaare aus, welche für die zwölf Kilometer lange Strecke 21 Minuten benötigten.
Nach dem Zerfall Österreich-Ungarns im Oktober 1918 und der Gründung des neuen Staates Tschechoslowakei ging die Betriebsführung an die neu gegründeten Tschechoslowakischen Staatsbahnen (ČSD) über. Die ungarischen Betriebsstellennamen wurden in der Folge durch slowakische ersetzt.

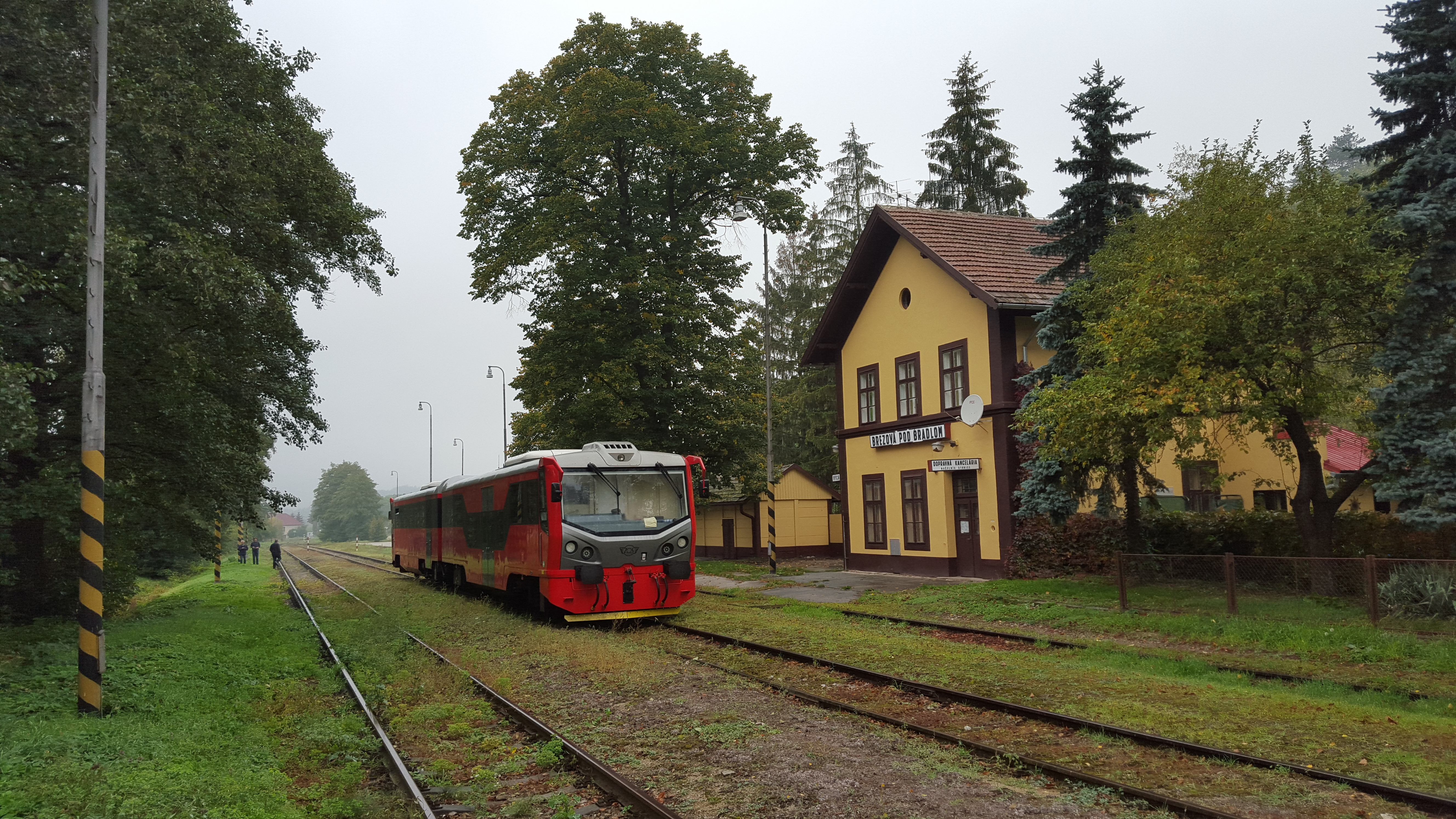
Bahnhof Brezová pod Bradlom (2015)

Ab den 1930er Jahren setzten die ČSD im Reiseverkehr moderne Motorzüge ein, die sowohl eine Verdichtung des Fahrplanes, als auch eine deutliche Fahrzeitverkürzung ermöglichten. Der Sommerfahrplan 1938 verzeichnete sieben Zugpaare, die sämtlich als Motorzug geführt waren.
Den dichtesten Fahrplan ihrer Geschichte hatte die Lokalbahn nach dem Zweiten Weltkrieg. Im Fahrplan 1949 waren werktags insgesamt neun Personenzugpaare verzeichnet, sonntags sieben. Ab den 1950er Jahren verkehrten täglich sieben Personenzugpaare. Diese Fahrplanstruktur blieb bis in die 1990er Jahre konstant.
Am 1. Januar 1993 ging die Strecke in Folge der Dismembration der Tschechoslowakei an die neu gegründeten Železnice Slovenskej republiky (ŽSR) über.
Am 2. Februar 2003 wurde der Personenverkehr eingestellt, der zuletzt mit fünf täglichen Personenzugpaaren abgewickelt wurde. Seitdem dient die Strecke nur noch dem Güterverkehr.